# Микільський (Красногвардєйський район)
Микільський (рос. Никольский) — селище у Красногвардєйському районі Бєлгородської області Російської Федерації.
Населення становить 47  осіб. Входить до складу муніципального утворення міське поселення Бірюч.

## Історія
Населений пункт розташований у східній частині української суцільної етнічної території — східній Слобожанщині.
Згідно із законом від 20 грудня 2004 року № 159 від 20 грудня 2004 року органом місцевого самоврядування є міське поселення Бірюч.

## Населення
| 2002 | 2010 |
| ---- | ---- |
| 49   | ↘47  |